# Peter Frampton
Peter Kenneth Frampton (ur. 22 kwietnia 1950 w Beckenham) – angielski muzyk, gitarzysta rockowy, jego nagrana na żywo płyta Frampton Comes Alive! pozostaje jedną z najpopularniejszych płyt koncertowych (sześciokrotny status platynowej płyty). W 2024 wprowadzony do Rock and Roll Hall of Fame.

## Dyskografia
- Peter Frampton Forgets the Words (2021)[3]
- All Blues (2019)[4]
- Acoustic Classics (2016)[5]
- Hummingbird In A Box: Songs For A Ballet (2014)[6]
- Thank You Mr. Churchill (2010)
- Fingerprints (2006)
- 2004 Summer Tour (2004)
- Live in San Francisco March 24, 1975 (2004)
- Now (2003)
- Live in Detroit (2000)
- Frampton Comes Alive II (1995)
- Peter Frampton (1994)
- When All the Pieces Fit (1989)
- Premonition (1986)
- The Art of Control (1982)
- Breaking All the Rules (1981)
- Rise Up (1980)
- Where I Should Be (1979)
- I'm in You (1977)
- Frampton Comes Alive! (1976)
- Frampton (1975)
- Somethin's Happening (1974)
- Frampton's Camel (1973)
- Wind of Change (1972)